# Gradiško
Gradiško – wieś w Słowenii, w gminie Bloke. W 2018 roku liczyła 6 mieszkańców.